# Abbaye de Morristown
Pour les articles homonymes, voir Abbaye Sainte-Marie.
L'abbaye Sainte-Marie est une abbaye bénédictine autonome appartenant à la congrégation américano-cassinaise au sein de la confédération bénédictine. Elle a été fondée en 1857 par des moines de l'abbaye Saint-Vincent de Latrobe à Newark et transférée à Morristown en 1926. Sainte-Marie se trouve dans le New Jersey (États-Unis). Elle regroupe une communauté nombreuse de quarante-cinq moines.
Les bénédictins s'occupent d'accueillir des retraitants, mais aussi des congrès dans leur centre de conférences. Ils ont de surcroît la charge pastorale de deux paroisses et la direction spirituelle de couvents de religieuses.
Leur apostolat principal est la direction d'une école de garçons, Delbarton School.